# 長脂鯉
長脂鯉為輻鰭魚綱脂鯉目琴脂鯉亞目複齒脂鯉科的其中一種，為熱帶淡水魚，分布於非洲尼羅河、Benue河及查德湖流域，體長可達25公分，棲息在開放性水域或岸邊植被生長水域，生活習性不明。